# 1082 (szám)
Az 1082 (római számmal: MLXXXII) az 1081 és 1083 között található természetes szám.

## A szám a matematikában
A tízes számrendszerbeli 1082-es a kettes számrendszerben 10000111010, a nyolcas számrendszerben 2072, a tizenhatos számrendszerben 43A alakban írható fel.
Az 1082 páros szám, összetett szám, félprím. Kanonikus alakja 21 · 5411, normálalakban az 1,082 · 103 szorzattal írható fel. Négy osztója van a természetes számok halmazán, ezek növekvő sorrendben: 1, 2, 541 és 1082.
Az 1082 két szám valódiosztó-összegeként áll elő, ezek az 1150 és az 1798.

## Csillagászat
- 1082 Pirola kisbolygó